# 佐盖曼玛镇
佐盖曼玛镇，是中华人民共和国甘肃省甘南藏族自治州合作市下辖的一个乡镇级行政单位。
2017年3月15日，甘肃省民政厅批复同意撤销佐盖曼玛乡，设立佐盖曼玛镇。

## 行政区划
佐盖曼玛镇下辖以下地区：
美武村、地瑞村、岗岔村、扎德村、克莫尔村和地吾尔村。